# Ernst Bojesen
 Ikke at forveksle med Ernst Frederik Christian Bojesen.
Ernst Severin Jens Bojesen (23. februar 1849 i Sorø – 10. juli 1925 i København) var en dansk forlægger, far til Kay, Oscar og Aage Bojesen.
Bojesen lærte boghandelen hos forlagsboghandler Frederik Wøldike (1832-1883) og etablerede sig 1872 sammen med Chr. Thomsen under firmaet Thomsen & Bojesen.  Kompagniskabet hævedes dog allerede 1878, og Bojesen startede nu for egen regning en kunsthandel og et kunstforlag, som fra 1889 udelukkende blev drevet som forlagsboghandel.
Fra 1. januar 1896 overdrog Bojesen sit forlag til aktieselskabet Det Nordiske Forlag, en sammenslutning af Ernst Bojesens, P.G. Philipsens og Kongelig Hof-Musikhandels Forlag. Det blev 1903 efter en priskrig med Gyldendals Peter Nansen sluttet sammen med Gyldendalske Boghandels Forlag til aktieselskabet Gyldendalske Boghandel, Nordisk Forlag A/S, hvor Bojesen var meddirektør til 1914 og bestyrelsesmedlem til 1917. 
Bojesen var en foretagsom og idérig forlægger, hvis virksomhed har sat præg på de flere årtiers dansk forlagsvirksomhed. Det var Bojesen, der (1883-88) startede den store, af Hans Tegner illustrerede såkaldte jubeludgave af Holbergs komedier, der senere udkom i en folkeudgave, "Tegnerudgaven". Det var også Bojesen, der påbegyndte udgivelsen af Juleroser og Oldfux (nu Blæksprutten) og herved gav stødet til de senere så talrige illustrerede julehæfter. 1897 grundlagde han ugebladet Frem (1897-1918) med populærvidenskabeligt indhold. Det kom også i en svensk udgave Ljus. Gyldendal fortsatte en ny række af Frem 1925-28.
Bojesen udnævntes 1914 til æresmedlem af Den danske Boghandlerforening. 1902 blev han Ridder af Dannebrog og 1915 Dannebrogsmand.
Han er begravet på Assistens Kirkegård.